# Alessandro Borella
Alessandro Borella (Castellamonte, 1813 – Torino, 2 maggio 1868) è stato un giornalista e politico italiano.

## Biografia
Nacque a Castellamonte nel 1815 da antica famiglia nobile, ma decaduta, figlio dell'avvocato Felice Borella,  proprietario di un setificio esiliatosi poi in Francia per avere appoggiato i moti costituzionalisti del 1821.
Borella si era laureato in medicina, ma fu principalmente giornalista e uomo politico. Di idee progressiste, liberali monarchiche e anticlericali, nel 1848 con Felice Govean e Giovanni Battista Bottero fondò il giornale La Gazzetta del Popolo.